# Johann Friedrich Faselius

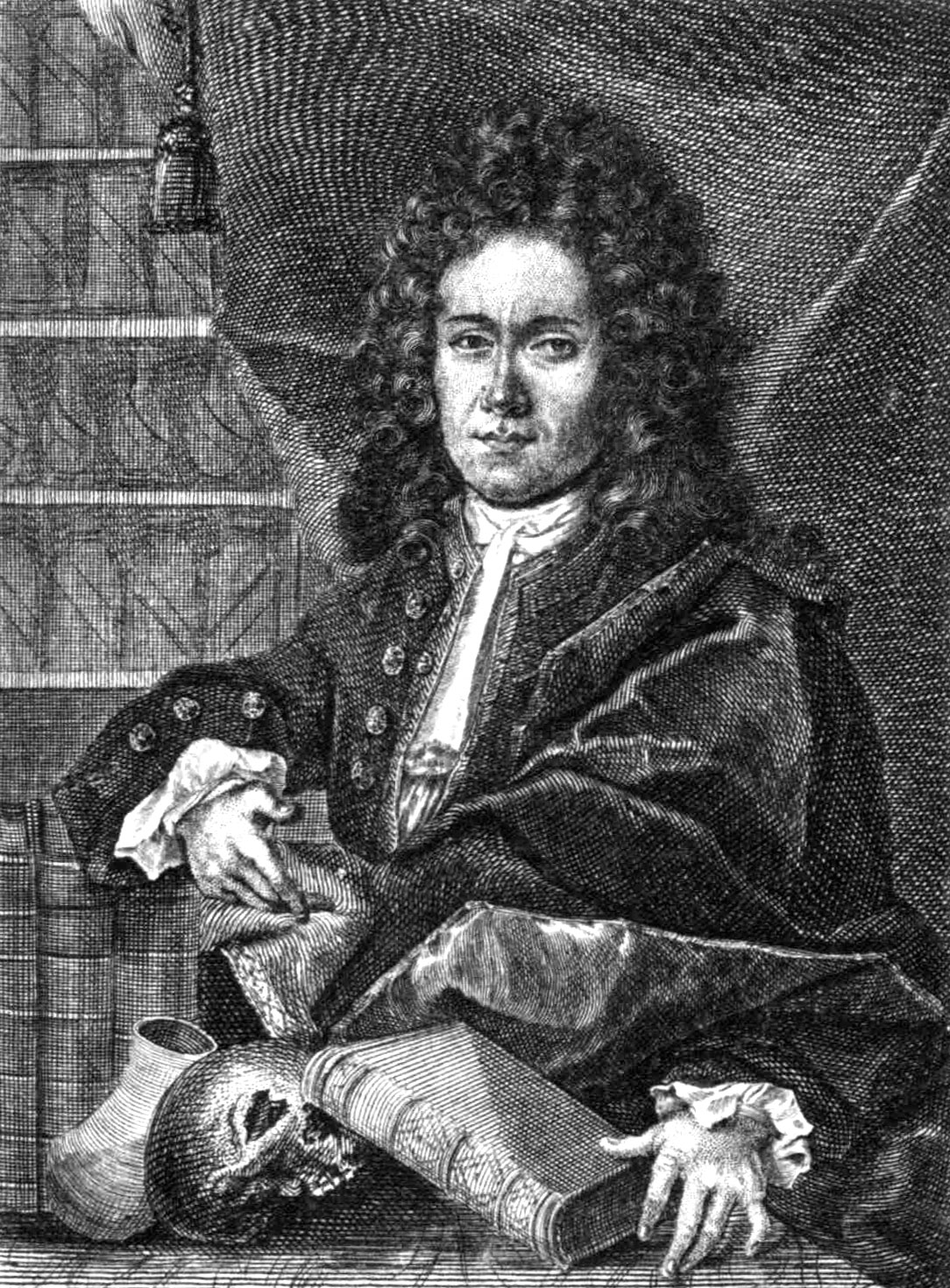
Johann Friedrich Faselius

Johann Friedrich Faselius auch: Fasel (* 21. Juni 1720 in Berka/Ilm; † 16. Februar 1767 in Jena) war ein deutscher Mediziner.

## Leben
Johann Friedrich Faselius war Sohn des Pfarrers und späteren Archidiakons in Weimar Anton Ehrenfried Faselius (* 6. September 1682 in Weimar; † 11. August 1739 ebd.) und dessen am 23. Juni 1711 in Buttstedt geheirateter Frau Maria Dorothea Praetorius, Tochter des Apothekers in Neustadt an der Orla Johann Christoph Praetorius. 
Obwohl sein Vater schon in seinen Kindesjahren starb, erhielt er seine erste Ausbildung von Privatlehrern und besuchte das Gymnasium in Weimar. Am 26. April 1740 immatrikulierte er sich an der Universität Jena, wo er zunächst philosophische Studien bei Johann Peter Reusch, Johann Bernhard Wiedeburg, Basilius Christian Bernhard Wiedeburg, Joachim Georg Darjes und Georg Erhard Hamberger absolvierte. Sich den medizinischen Wissenschaften zuwendend, frequentierte er die Vorlesungen an der medizinischen Fakultät bei Johann Christian Stock, Johann Adolph Wedel, Hermann Friedrich Teichmeyer, Simon Paul Hilscher, Adolph Friedrich Hamberger und Carl Friedrich Kaltschmied. Am 28. Juli 1746 wechselte er an die Universität Leiden. Hier wurden Hieronymus David Gaub, Adriaan van Royen, Pieter van Musschenbroek, Bernhard Siegfried Albinus und Frederik Bernard Albinus seine Lehrer. 
1747 besuchte er die Universität Straßburg, wo er weitere Anregungen von Georg Heinrich Eisenmann (1693–1768) und Johann Jacob Fried (1689–1769) erhielt. Danach kehrte er wieder in die Niederlande zurück, wo er an der Universität Utrecht, der Universität Groningen, der Universität Franeker und der Universität Harderwijk weitere Eindrücke sammelte, bis er schließlich wieder nach Jena zurückkehrte, wo er am 23. Juni 1751 unter die Kandidaten der Medizin aufgenommen wurde. Nachdem er unter Kaltschmied am 9. August 1751 seine Abhandlung de Naturae sanguinis venae portarum verteidigt hatte, wurde er am 18. Oktober 1751 zum Doktor der Medizin promoviert. Nachdem er sich am Vorlesungsbetrieb der Jenaer Hochschule beteiligt hatte, erhielt er eine außerordentliche Professur in Jena. Am 3. August 1758 erwarb er zudem den akademischen Grad eines Magisters der Philosophie und wurde im selben Jahr am 18. September ordentlicher Professor der medizinischen Fakultät der Salana. Zudem beteiligte er sich an den organisatorischen Aufgaben der Jenaer Hochschule. So war er einige Male Dekan der medizinischen Fakultät und im Wintersemester 1763 Rektor der Alma Mater. 
Faselius' Hauptwerk ist erst nach seinem Tod von Christian Rickmann (1741–1772) herausgegeben worden und trägt den Titel Elementa Medicinae Forensis. Der Bautzener Jurist Christian Gottfried Lange (1732–1780) übersetzte dieses Werk in die deutsche Sprache, woraufhin es noch weitere Auflagen erlebte. Dieses rechtsmedizinische Werk brachte ihm Anerkennung in der Fachrichtung ein, zudem setzte er sich für eine Beschränkung der Folter ein und machte sich um die Entwicklung der Tokologie verdient. So geht auf ihn eine Eignungsprüfung für Hebammen zurück, welche später Justus Christian Loder in Jena durchsetzte.
Von seinen Kindern kennt man die Söhne Ehremuth Christian Gottlieb Friedrich Faselius (* um 1757 in Jena; † 21. Mai 1814 ebd.) welcher herzoglich Sachsen-Weimarischer Amtsadvokat, Kommissionssekretär und Amtsarchivar in Jena wurde. Johann Adolph August Leopold Faselius (* 4. Juni 1762 in Jena; † 31. August 1811 in Jena) wurde Stadtkirchner und Kandidat der Theologie in Jena und Johann Christian Wilhelm Faselius (* Jena; † 1833 ebd.) wurde Stadtschreiber und Stadtsyndicus in Jena, 1810 Amtmann in Kapellendorf, später Justizrat und Stadtrichter in Jena, verheiratet mit Ernestine Juliane Tröster (geb. 1771).

## Werke (Auswahl)
- Dissertatio academica qva sistitvr Epicurvs athevs contra Gassendvm, Rondellvm, Baelivm : Epicurus als ein Atheist wider Gassendum, Rondellum und Bälium. Jena 1741 (Präsens Johann Achatius Felix Bielcke, Online)
- Scorbutica in purpura in purpuram febrilem malignam ipsis netechiis coniuncta conversa, adhibitam curationem exhibens dissertatio. Jena 1744 (Präsens Johann Christian Stock, Online)
- Diss. med. inaug. anatom.- physiol. de sanguinis in venam portarum ingesti vera natura. Jena 1751 (Präsens Carl Friedrich Kaltschmied, Online)
- Diss. med. physiol. de pulmonibus organis humores ad futuras secretiones praeparantibus, nec non sanguificationis atque nutritionis primariis. Jena 1752 (Resp. Johann Jacob Perthes, Online)
- Diss. med. physiol. sistens resolutionem problematis, num foetus in utero materno transpiret. Jena 1755 (Resp. Jeremias Daniel Brebiz, Online)
- Diss. med. Physiologico Pathologigico-Semiotica sistens Morbos arteriarum cum suis causis, effectibus atque signis tam diagnosticis quam prognosticis. Jena 1757 (Resp. Jeremias Daniel Brebiz, Online)
- Diss. Num foetus in utero materno transpiret? Jena 1755
- Diss. de obstructione sanguinis menstrui. Jena 1757
- Progr. de usu clysterum in febrium exantheniaticorum curatione. Jena 1758
- Diss. pathol. med. de cacochymia purulenta. Jena 1759 (Resp. Johann Christoph Buch, Online)
- Diss. anat. physiol. inaug. de circulo Willisii. Pro Loco. Jena 1759 (Online)
- Dissertatio Physiologico-Medica Inavgvralis De Absorptione. Jena 1760 (Resp. Franz Peter Emcken, Online)
- Programma invitatorium de uracho. I. Jena 1760 (Dekanatsprogramm zur Promotion von Johann Conrad Dencker, Online)
- Programma invitatorium de uracho. II. Jena 1760 (Dekanatsprogramm zur Promotion von Johann Conrad Saelzer, Online)
- Programma invitatorium de uracho. III. Jena 1760 (Dekanatsprogramm zur Promotion von Johann Gottfried Bolmann, Online)
- Programma invitatorium de uracho. IV. Jena 1760 (Dekanatsprogramm zur Promotion von Friedrich Gotthold Dürr, Online)
- Programma invitatorium de uracho. V. Jena 1760 (Dekanatsprogramm zur Promotion von Theophil Christoph Forst, Online)
- Programma invitatorium de uracho. VI. Jena 1760 (Dekanatsprogramm zur Promotion von Johann Friedrich Poppo Bühner, Online)
- Programma invitatorium de uracho. VII. Jena 1760 (Dekanatsprogramm zur Promotion von Johann Laurentius Friedrich August Krumm, Online)
- Diss. path. med. inaug. de visciditate humorum. Jena 1761 (Resp. Johann Theodor Köhler, Online)
- Diss. physiol. anat. de nervis exhalantibus. Jena 1761 (Resp. Johann Theodor Köhler, Online)
- Programma Invitatorivm De Nitro Semivolatili Egregio Adversvs Febres Malignas Atqve Exanthematicas Remedio. Jena 1762 (Dekanatsprogramm zur Promotion von Christian Jacob von Friz, Online)
- Programma invitatorium de chorda tympani primum. Jena 1762 (Dekanatsprogramm Johann Michael Hieck, Online)
- Programma exhibens responsionem ad problema: Num stragulorum atque indusiorum in fabribus putridis exanthematicis mutatio sit facienda? Jena 1762 (Dekanatsprogramm zur Promotion von Anton Högg, Online)
- Diss. inaug. med.-chem. de saponibus quibusdam mineralibus. Jena 1763 (Resp. Wilhelm Heinrich Sebastian Bucholtz (1734–1798), Online)
- Diss. chem-med. inaug. de oleo vini atque sale sedativo Hombergii. Jena 1763 (Resp. Thomas Reindel, Online)
- Diss. med. inaug. de arteriis non-sanguiferis. Jena 1763 (Resp. Christoph Friedrich Carl Cappe, Online)
- Progr. de vasis corporis animalis aereis. Jena 1764
- Diss. de medicamentis refrigerantibus. Jena 1764
- Diss. de fluvio aquarum spuriaruin in gravidis. Jena 1765
- Diss. de morbis ex impedita absorptione. Jena 1765
- Diss. de singulari topicorum temporibus applicandorum praeseantia. Jena 1765
- Diss. de caussis sternutationis eiusque effectibus. Jena 1765
- Progr. III de medicamentis cordiacis. Jena 1765
- Progr. de hytrope uteri. Jena 1766
- Elementa Medicinae Forensis. Jena 1767 (Online; herausgegeben von Christian Rickmann), deutsch: Gerichtliche Arzeneygelahrheit, worinnen die vornehmsten Materien des bürgerlichen criminal- und geistlichen Rechts, nach denen neuesten und besten medicinischen Grundsätzen erläutert und erkläret werden. Leipzig und Bautzen 1768 (Online), Leipzig und Bautzen 1770 (Online, übersetzt Christian Gottfried Langen)

### Herausgeberschaft
- Teichmeieri institutiones medico-legales cura Faselii. Jena 1762

## Weblink
- Werke von und über Johann Friedrich Faselius in der Deutschen Digitalen Bibliothek